# 人吉市立大畑小学校
人吉市立大畑小学校（ひとよししりつ おこばしょうがっこう）は、熊本県人吉市大畑町にある公立の小学校。

## 概要
歴史
1874年（明治7年）に「大畑小学校」として創立。現校名となったのは1947年（昭和22年）。2024年（令和6年）に創立150周年を迎えた。
校章
梅の花弁と葉を組み合わせたデザインとなっている。
校歌
1947年（昭和22年）制定。作詞は山口白陽、作曲は有馬一俊による。歌詞は4番まであり、各番の歌詞中に校名の「大畑校」が登場する。
通学区域
人吉市のうち、「上漆田町・下漆田町・東漆田町・上田代町・下田代町・大畑町・大畑麓町・大野町・段搭町」。中学校区は人吉市立第三中学校。

## 沿革
- 1874年（明治7年）12月 - 大畑村字清水元大畑村共有敷地内に「大畑小学校」が創立。
- 1887年（明治20年）4月 - 漆田小学校を統合の上、「人吉町尋常廣路小学校 大畑支校」（分校）となる。
- 1889年（明治22年）4月1日 - 町村制施行により、球磨郡3村（間・七地・大畑）が合併し「藍田村」が発足。
- 1892年（明治25年）8月 - 尋常廣治小学校が廃止され、「大畑尋常小学校」が設立される。大川間分教室を設置。
- 1895年（明治28年）8月 - 校舎を藍田村大字大畑鈴野に建築移転。
- 1905年（明治38年）4月 - 高等科（2年制）を併置の上、「大畑尋常高等小学校」（尋常科4年・高等科2年）と改称。
- 1908年（明治41年）4月 - 改正小学校令により、尋常科（義務教育年限）が4年制から6年制に改められる。従来の高等科1・2年を尋常科5・6年に改める。そのため高等科が廃止され「大畑尋常小学校」（尋常科6年）と改称。
- 1910年（明治43年）4月 - 現在地に移転。
- 1913年（大正2年）4月 - 藍田村大字大畑香山55番地、大瀬留吉氏宅を借り受け改修して田代川間出張教場（分教場、たしろごうま）を設置。
- 1914年（大正3年）4月 - 高等科（2年制）を併置の上、「大畑尋常高等小学校」（尋常科6年・高等科2年）と改称。
- 1927年（昭和2年） - 段塔官林内に移転し、段塔分教場を設置。
- 1928年（昭和3年）12月 - 木造新校舎（第一校舎）が完成。
- 1935年（昭和10年）4月 - 段塔分教場を大畑9の33に新築移転し、田代川間分教場に改称。
- 1941年（昭和16年）4月1日 - 国民学校令施行により、「藍田村大畑国民学校」と改称。尋常科を初等科に改める。
- 1942年（昭和17年）4月1日 - 人吉市の発足により、「人吉市大畑国民学校」と改称。
- 1947年（昭和22年）- 学制改革が行われる（六・三制の実施）。
  - 1月 - 校歌を制定。
  - 4月1日 - 国民学校初等科は、新制小学校「人吉市立大畑小学校」（現校名）と改称。大川間分教場を矢岳分校、田代川間分教場を段塔分校（だんとう）と改称。
  - 4月 - 国民学校高等科は青年学校普通科とともに、新制小学校「人吉市立河南中学校 大畑分校」に改組・改称。小学校に併設される。
- 1949年（昭和24年）
  - 3月 - 高原兵舎を改造の上、中学校分校校舎が完成。
  - 4月1日 - 矢岳分校が分離の上、人吉市立矢岳小学校として独立。併設の中学校分校が「人吉市立南中学校 大畑分校」に改称。
  - 4月28日 - 中学校分校が「人吉市立第二中学校 大畑分校」に改称。
- 1951年（昭和26年）4月1日 - 中学校大畑分校が「人吉市立大畑中学校」として独立。
- 1953年（昭和28年）4月 - 講堂が完成。
- 1954年（昭和29年）4月1日 - 中学校が「人吉市立第三中学校」に改称。
- 1963年（昭和38年）11月 - 完全給食（A型）を開始。
- 1964年（昭和39年） - 段塔分校の新校舎が完成し、移転を完了。
- 1966年（昭和41年）
  - 4月 - 鉄筋コンクリート造新校舎（第三校舎）が完成。
  - 10月 - プールが完成。
- 1974年（昭和49年）11月 - 創立100周年記念式典を挙行。
- 1976年（昭和51年）4月1日 - 段塔分校を休校とする。
  - 最終所在地 - 熊本県人吉市段塔町101番地。主に人吉営林署職員・労働者の子弟が通学していた。営林署の跡には神社が、学校の跡地には碑が建てられている[2]。
- 1979年（昭和54年）3月31日 - 段塔分校を閉校。
- 1984年（昭和59年）3月 - 人吉市立第三中学校の新築移転に伴い、運動場全てが小学校に移管される。
- 1985年（昭和60年）5月 - 第一および第二校舎を解体。
- 1987年（昭和62年）
  - 3月 - 新校舎が完成。
  - 6月 - 講堂を解体。
- 1988年（昭和63年）5月 - 体育館が完成。正門が完成。
- 1993年（平成5年）9月 - 運動場を整備。
- 2019年（令和元年）8月 - 体育館の改修工事が完了。

## 交通アクセス
最寄りの鉄道駅
- JR九州 肥薩線 「大畑駅」

最寄りの幹線道路
- 国道221号
- 熊本県道189号大畑停車場線
- 熊本県道265号大畑西線

## 周辺
- 人吉市大畑コミュニティセンタ－（公民館）
- 人吉警察署大畑警察官駐在所
- 熊本南部森林管理署 大畑森林事務所